# Jean-Marc Marino
Jean-Marc Marino, né le 15 août 1983 à Castres (Tarn), est un coureur cycliste français, professionnel entre 2006 et 2014. 

## Biographie
Fin 2014, après une saison passée au sein de l'équipe WorldTour Cannondale, il se retrouve sans équipe et décide de mettre un terme à sa carrière de coureur professionnel.

## Palmarès
- 2004
  - Tour du Canton de Saint-Ciers :
    - Classement général
    - 2e étape

  - 2e étape du Cabri Tour
  - Grand Prix Rustines
  - 3e de Paris-Chalette-Vierzon
- 2005
  - Champion de l'Orléanais
  - Tour du Canton de Dun-le-Palestel
  - Côte picarde
  - Grand Prix Rustines
  - 3e de la Ronde du Canigou
- 2008
  - 3e du Tour ivoirien de la Paix

## Résultats sur les grands tours

### Tour de France
3 participations
- 2012 : 131e
- 2013 : 116e
- 2014 : 160e

### Tour d'Espagne
2 participations
- 2007 : 93e
- 2008 : abandon (8e étape)

## Classements mondiaux
| Année           | 2005   |
| --------------- | ------ |
| UCI Europe Tour | 1 282e |